# Macrocheles merdarius
Macrocheles merdarius is een mijtensoort uit de familie Macrochelidae. Het wordt gevonden in Nieuw-Zeeland en Europa.